# Bracon (geslacht)
Bracon is een geslacht van vliesvleugelige insecten (Hymenoptera) uit de familie van de schildwespen (Braconidae). De wetenschappelijke naam van het geslacht is voor het eerst geldig gepubliceerd door Johan Christian Fabricius in 1804.
Bracon is een omvangrijk geslacht van parasitoïde wespen dat over de hele wereld voorkomt. Er zijn zo'n 250 soorten gekend in Europa en wereldwijd minstens 500, maar het aantal nog niet beschreven soorten ligt waarschijnlijk nog veel hoger.
De larven zijn meestal ectoparasitoïden, die zich ontwikkelen aan de buitenkant van hun gastheer (een larve van een insectensoort uit de orde Diptera, Coleoptera, Hymenoptera of Lepidoptera). Voordat ze haar eitjes erop legt, verlamt de wesp de gastheerlarve, waardoor de verdere ontwikkeling ervan wordt verhinderd. Sommige soorten hebben een specifieke gastheersoort maar er zijn ook Bracon-soorten zoals Bracon variator die vele verschillende gastheersoorten gebruiken.
Een aantal soorten is onderzocht als potentiële biologische bestrijding van plaaginsecten. Bracon hylobii bijvoorbeeld is een natuurlijke vijand van de dennensnuitkever (Hylobius abietis) die schade aan naaldbomen kan aanrichten. Een van de gastheersoorten van Bracon mellitor is de katoensnuitkever (Anthonomus grandis). Bracon intercessor is een parasitoïde van de populierenwespvlinder Paranthrene tabaniformis.

## Soorten
- Ondergeslacht Bracon (Asiabracon)
  - Bracon quadrimaculatus Telenga, 1936
- Ondergeslacht Bracon (Bracon)
  - Bracon (Bracon) acrobasidis
  - Bracon (Bracon) aculeator
  - Bracon (Bracon) aculeatus
  - Bracon (Bracon) adoxophyesi
  - Bracon (Bracon) aequalis
  - Bracon (Bracon) affirmator
  - Bracon (Bracon) alboflavisoma
  - Bracon (Bracon) albolineatus
  - Bracon (Bracon) alguei
  - Bracon (Bracon) alpataco
  - Bracon (Bracon) alpicola
  - Bracon (Bracon) alternans
  - Bracon (Bracon) alticola
  - Bracon (Bracon) alutaceus
  - Bracon (Bracon) amaniensis
  - Bracon (Bracon) americanus
  - Bracon (Bracon) analcidis
  - Bracon (Bracon) andriescui
  - Bracon (Bracon) angaleti
  - Bracon (Bracon) angelesius
  - Bracon (Bracon) angularis
  - Bracon (Bracon) angustus
  - Bracon (Bracon) antennalis
  - Bracon (Bracon) anticedilatatus
  - Bracon (Bracon) apicatus
  - Bracon (Bracon) apicipennis
  - Bracon (Bracon) approximator
  - Bracon (Bracon) argutator
  - Bracon (Bracon) aricensis
  - Bracon (Bracon) asiaticus
  - Bracon (Bracon) aspasia
  - Bracon (Bracon) asper
  - Bracon (Bracon) asphondyliae
  - Bracon (Bracon) atricollis
  - Bracon (Bracon) atrolugens
  - Bracon (Bracon) atrorufus
  - Bracon (Bracon) aurarius
  - Bracon (Bracon) auratus
  - Bracon (Bracon) aureomaculatus
  - Bracon (Bracon) aureuspectus
  - Bracon (Bracon) australasicus
  - Bracon (Bracon) australiensis
  - Bracon (Bracon) bakeri
  - Bracon (Bracon) basinigratus
  - Bracon (Bracon) basirugosus
  - Bracon (Bracon) bembeciae
  - Bracon (Bracon) biareolatus
  - Bracon (Bracon) bicellularis
  - Bracon (Bracon) bicolor
  - Bracon (Bracon) bicolorator
  - Bracon (Bracon) bifasciatus
  - Bracon (Bracon) bifoveolatus
  - Bracon (Bracon) bifurcatus
  - Bracon (Bracon) bilecikator
  - Bracon (Bracon) bilineatus
  - Bracon (Bracon) bimaculatus
  - Bracon (Bracon) bipustulatus
  - Bracon (Bracon) bisulcatus
  - Bracon (Bracon) bisulcis
  - Bracon (Bracon) bivittatus
  - Bracon (Bracon) blandicus
  - Bracon (Bracon) boliviensis
  - Bracon (Bracon) brachyurus
  - Bracon (Bracon) braconiformis
  - Bracon (Bracon) braconius
  - Bracon (Bracon) brasiliensis
  - Bracon (Bracon) breviareolatus
  - Bracon (Bracon) breviskerkos
  - Bracon (Bracon) bruchivorus
  - Bracon (Bracon) brullei
  - Bracon (Bracon) brunniantennatus
  - Bracon (Bracon) bugabensis
  - Bracon (Bracon) buquetii
  - Bracon (Bracon) cajani
  - Bracon (Bracon) cakili
  - Bracon (Bracon) cameronii
  - Bracon (Bracon) campyloneurus
  - Bracon (Bracon) canadensis
  - Bracon (Bracon) capillicaudis
  - Bracon (Bracon) capitalis
  - Bracon (Bracon) caroli
  - Bracon (Bracon) carpomyiae
  - Bracon (Bracon) castaneicornis
  - Bracon (Bracon) castaneus
  - Bracon (Bracon) caulicola
  - Bracon (Bracon) cavifrons
  - Bracon (Bracon) cecidobius
  - Bracon (Bracon) cecidophilus
  - Bracon (Bracon) celer
  - Bracon (Bracon) centralis
  - Bracon (Bracon) cephi
  - Bracon (Bracon) cerambycidiphagus
  - Bracon (Bracon) ceres
  - Bracon (Bracon) chagrinicus
  - Bracon (Bracon) chelonoides
  - Bracon (Bracon) chilensis
  - Bracon (Bracon) chiloecus
  - Bracon (Bracon) chinandegaensis
  - Bracon (Bracon) chivensis
  - Bracon (Bracon) chontalensis
  - Bracon (Bracon) cincticornis
  - Bracon (Bracon) cinctus Provancher, 1880
  - Bracon (Bracon) cinctus Walker, 1874
  - Bracon (Bracon) cingulum
  - Bracon (Bracon) circumtinctus
  - Bracon (Bracon) cisellatus
  - Bracon (Bracon) clanes
  - Bracon (Bracon) clathratus
  - Bracon (Bracon) cockerelli
  - Bracon (Bracon) communis
  - Bracon (Bracon) comparatus
  - Bracon (Bracon) compressitarsis
  - Bracon (Bracon) compunctor
  - Bracon (Bracon) confusus
  - Bracon (Bracon) connecticutorum
  - Bracon (Bracon) consonus
  - Bracon (Bracon) cookii
  - Bracon (Bracon) coriaceothoracicus
  - Bracon (Bracon) coriaceus
  - Bracon (Bracon) corruptor
  - Bracon (Bracon) costae
  - Bracon (Bracon) crenatostriatus
  - Bracon (Bracon) crenulatosinuatus
  - Bracon (Bracon) crudelis
  - Bracon (Bracon) cryptorhynchi
  - Bracon (Bracon) culpator
  - Bracon (Bracon) curticornis
  - Bracon (Bracon) curtus
  - Bracon (Bracon) curvisulcatus
  - Bracon (Bracon) cuscutae
  - Bracon (Bracon) cuyanus
  - Bracon (Bracon) cylasovorus
  - Bracon (Bracon) daphnephilae
  - Bracon (Bracon) decaryi
  - Bracon (Bracon) defensor
  - Bracon (Bracon) democraticus
  - Bracon (Bracon) dentasulata
  - Bracon (Bracon) depressiusculus
  - Bracon (Bracon) difficilis
  - Bracon (Bracon) diffusiventris
  - Bracon (Bracon) dimidiatus
  - Bracon (Bracon) distinctisulcatus
  - Bracon (Bracon) distinguendus
  - Bracon (Bracon) diversicephalus
  - Bracon (Bracon) docilis
  - Bracon (Bracon) dolichoura
  - Bracon (Bracon) donggangensis
  - Bracon (Bracon) dorsalis
  - Bracon (Bracon) dorycles
  - Bracon (Bracon) dubius
  - Bracon (Bracon) duomaculatus
  - Bracon (Bracon) ecrocafus
  - Bracon (Bracon) elector
  - Bracon (Bracon) elegantissimus
  - Bracon (Bracon) elongatus
  - Bracon (Bracon) emarginatus
  - Bracon (Bracon) enarmoniae
  - Bracon (Bracon) ericeti
  - Bracon (Bracon) erythraeus
  - Bracon (Bracon) erythromelas
  - Bracon (Bracon) erythrostoma
  - Bracon (Bracon) erythrothorax
  - Bracon (Bracon) esenbeckii
  - Bracon (Bracon) etnaellus
  - Bracon (Bracon) eucalypti
  - Bracon (Bracon) eupatorii
  - Bracon (Bracon) evolans
  - Bracon (Bracon) excavatus
  - Bracon (Bracon) excelsus
  - Bracon (Bracon) excisor
  - Bracon (Bracon) exiguus
  - Bracon (Bracon) exsculptor
  - Bracon (Bracon) exspectator
  - Bracon (Bracon) extasus
  - Bracon (Bracon) fabricii
  - Bracon (Bracon) facialis
  - Bracon (Bracon) fasciatorior
  - Bracon (Bracon) femorator
  - Bracon (Bracon) femoratus
  - Bracon (Bracon) fergusoninus
  - Bracon (Bracon) filator
  - Bracon (Bracon) flavifrons
  - Bracon (Bracon) flavilatus
  - Bracon (Bracon) flavipalpisimus
  - Bracon (Bracon) flavipes
  - Bracon (Bracon) flavomaculatus
  - Bracon (Bracon) fletcheri
  - Bracon (Bracon) flevo
  - Bracon (Bracon) forreri
  - Bracon (Bracon) foxii
  - Bracon (Bracon) frontalis
  - Bracon (Bracon) fukushimai
  - Bracon (Bracon) fulvipes
  - Bracon (Bracon) furtivus
  - Bracon (Bracon) fuscinervis
  - Bracon (Bracon) fuscipes
  - Bracon (Bracon) fuscitarsis
  - Bracon (Bracon) gastroideae
  - Bracon (Bracon) gelechidiphagus
  - Bracon (Bracon) gemmaecola
  - Bracon (Bracon) genalis
  - Bracon (Bracon) geraei
  - Bracon (Bracon) ghesquierei
  - Bracon (Bracon) gilvellus
  - Bracon (Bracon) gilvus
  - Bracon (Bracon) glabrescens
  - Bracon (Bracon) gossypii
  - Bracon (Bracon) gracilis
  - Bracon (Bracon) greeni
  - Bracon (Bracon) griseopubescens
  - Bracon (Bracon) guineensis
  - Bracon (Bracon) gusaricus
  - Bracon (Bracon) guyanensis
  - Bracon (Bracon) haemobaphes
  - Bracon (Bracon) hancocki
  - Bracon (Bracon) hartmeyeri
  - Bracon (Bracon) hebes
  - Bracon (Bracon) hector
  - Bracon (Bracon) helianthi
  - Bracon (Bracon) hellulae
  - Bracon (Bracon) hemimenae
  - Bracon (Bracon) hemistigma
  - Bracon (Bracon) heterodoxus
  - Bracon (Bracon) hieroglyphicus
  - Bracon (Bracon) hobomok
  - Bracon (Bracon) honshui
  - Bracon (Bracon) howardi
  - Bracon (Bracon) hyslopi
  - Bracon (Bracon) ichneumoniformis
  - Bracon (Bracon) idrianus
  - Bracon (Bracon) imbricatellus
  - Bracon (Bracon) imbricatus
  - Bracon (Bracon) immaculipennis
  - Bracon (Bracon) impunctatus
  - Bracon (Bracon) incarnatus
  - Bracon (Bracon) incertus
  - Bracon (Bracon) incompletus
  - Bracon (Bracon) inculeatus
  - Bracon (Bracon) induratus
  - Bracon (Bracon) infuscatipennis
  - Bracon (Bracon) ingratus
  - Bracon (Bracon) ingratutulus
  - Bracon (Bracon) inquilinator
  - Bracon (Bracon) inquisitor
  - Bracon (Bracon) intercessor
  - Bracon (Bracon) interruptus
  - Bracon (Bracon) intricatus
  - Bracon (Bracon) iridipennis
  - Bracon (Bracon) ischiomelas
  - Bracon (Bracon) itinerator
  - Bracon (Bracon) jani
  - Bracon (Bracon) japellus
  - Bracon (Bracon) javanicus
  - Bracon (Bracon) jonesi
  - Bracon (Bracon) konkapoti
  - Bracon (Bracon) kozak
  - Bracon (Bracon) kunashiricus
  - Bracon (Bracon) kuro
  - Bracon (Bracon) kuslitzkyi
  - Bracon (Bracon) laemosacci
  - Bracon (Bracon) laetus
  - Bracon (Bracon) laevislatus
  - Bracon (Bracon) lagosianus
  - Bracon (Bracon) laminarum
  - Bracon (Bracon) laminator
  - Bracon (Bracon) laminifer
  - Bracon (Bracon) laspeyresiae
  - Bracon (Bracon) lateralis
  - Bracon (Bracon) latetriangulatus
  - Bracon (Bracon) laticarinatus
  - Bracon (Bracon) latifasciatus
  - Bracon (Bracon) latiusculus
  - Bracon (Bracon) lebasii
  - Bracon (Bracon) leefmansi
  - Bracon (Bracon) lefroyi
  - Bracon (Bracon) leichhardti
  - Bracon (Bracon) leionotus
  - Bracon (Bracon) lembaensis
  - Bracon (Bracon) lendicivorus
  - Bracon (Bracon) leprieurii
  - Bracon (Bracon) leptus
  - Bracon (Bracon) leucostigmus
  - Bracon (Bracon) levicorpus
  - Bracon (Bracon) levigatus
  - Bracon (Bracon) levisulcatus
  - Bracon (Bracon) lineatus
  - Bracon (Bracon) lissaspis
  - Bracon (Bracon) lissogaster
  - Bracon (Bracon) lissosomus
  - Bracon (Bracon) littoralis
  - Bracon (Bracon) lizerianum
  - Bracon (Bracon) longicanaliculatus
  - Bracon (Bracon) longicaudaturus
  - Bracon (Bracon) longicollis
  - Bracon (Bracon) longifovea
  - Bracon (Bracon) longistritips
  - Bracon (Bracon) longusveins
  - Bracon (Bracon) lucidator
  - Bracon (Bracon) lucidusoma
  - Bracon (Bracon) lucileae
  - Bracon (Bracon) lulensis
  - Bracon (Bracon) luteator
  - Bracon (Bracon) luteiceps
  - Bracon (Bracon) luteocastaneus
  - Bracon (Bracon) luteomarginatus
  - Bracon (Bracon) lutus
  - Bracon (Bracon) lycii
  - Bracon (Bracon) lyciicola
  - Bracon (Bracon) macrostigma
  - Bracon (Bracon) maculator
  - Bracon (Bracon) maculiceps
  - Bracon (Bracon) maculiventris
  - Bracon (Bracon) madagascariensis
  - Bracon (Bracon) maidli
  - Bracon (Bracon) major
  - Bracon (Bracon) managuae
  - Bracon (Bracon) marasmiae
  - Bracon (Bracon) marcapatensis
  - Bracon (Bracon) marginellus
  - Bracon (Bracon) mariae
  - Bracon (Bracon) mediatus
  - Bracon (Bracon) medioimpressus
  - Bracon (Bracon) mediostriatus
  - Bracon (Bracon) mediprocessus
  - Bracon (Bracon) megapalpus
  - Bracon (Bracon) melanocheirus
  - Bracon (Bracon) melanoderes
  - Bracon (Bracon) melanopus
  - Bracon (Bracon) melanostoma
  - Bracon (Bracon) melanothrix
  - Bracon (Bracon) melleus
  - Bracon (Bracon) mellitor
  - Bracon (Bracon) mercator
  - Bracon (Bracon) meromyzae
  - Bracon (Bracon) merseli
  - Bracon (Bracon) mesasiaticus
  - Bracon (Bracon) mesocentrus
  - Bracon (Bracon) metacomet
  - Bracon (Bracon) minutator
  - Bracon (Bracon) minutus
  - Bracon (Bracon) monitor
  - Bracon (Bracon) montesi
  - Bracon (Bracon) montowesei
  - Bracon (Bracon) morrisoni
  - Bracon (Bracon) mosoensis
  - Bracon (Bracon) murgabensis
  - Bracon (Bracon) musicalis
  - Bracon (Bracon) nanus
  - Bracon (Bracon) necator
  - Bracon (Bracon) nevadensis
  - Bracon (Bracon) nicaraguaensis
  - Bracon (Bracon) nicaraguensis
  - Bracon (Bracon) nigratus
  - Bracon (Bracon) nigricornis
  - Bracon (Bracon) nigridorsis
  - Bracon (Bracon) nigridorsum
  - Bracon (Bracon) nigrimanus
  - Bracon (Bracon) nigripes
  - Bracon (Bracon) nigritarsis
  - Bracon (Bracon) nigrodiscalis
  - Bracon (Bracon) nigrolineatus
  - Bracon (Bracon) nigronotatus
  - Bracon (Bracon) nigropectus
  - Bracon (Bracon) nigrorufum
  - Bracon (Bracon) nigrosignatus
  - Bracon (Bracon) nigrovarius
  - Bracon (Bracon) nitidisoma
  - Bracon (Bracon) nitidulus
  - Bracon (Bracon) nundina
  - Bracon (Bracon) nuperus
  - Bracon (Bracon) obliquestriolatus
  - Bracon (Bracon) obscuricornis
  - Bracon (Bracon) occidindiaensis
  - Bracon (Bracon) occipitalis
  - Bracon (Bracon) oenotherae
  - Bracon (Bracon) olesterus
  - Bracon (Bracon) omiodivorus
  - Bracon (Bracon) onukii
  - Bracon (Bracon) opacus
  - Bracon (Bracon) ornaticornis
  - Bracon (Bracon) ornatulus
  - Bracon (Bracon) ovativentris
  - Bracon (Bracon) pachymerus
  - Bracon (Bracon) pallens
  - Bracon (Bracon) pallidator
  - Bracon (Bracon) pallidenotatus
  - Bracon (Bracon) pallidoluteus
  - Bracon (Bracon) pallidus
  - Bracon (Bracon) palliventris
  - Bracon (Bracon) papaipemae
  - Bracon (Bracon) pappi
  - Bracon (Bracon) parabrazilensis
  - Bracon (Bracon) paraensis
  - Bracon (Bracon) parvus
  - Bracon (Bracon) pascuensis
  - Bracon (Bracon) pauloensis
  - Bracon (Bracon) pectinator
  - Bracon (Bracon) pectoralis
  - Bracon (Bracon) pellucidus
  - Bracon (Bracon) perparvus
  - Bracon (Bracon) peruvianus
  - Bracon (Bracon) phaeusulcata
  - Bracon (Bracon) phylacteophagus
  - Bracon (Bracon) phyllocnistidis
  - Bracon (Bracon) phytophagus
  - Bracon (Bracon) piceiceps
  - Bracon (Bracon) pilitarsis
  - Bracon (Bracon) pilosipes
  - Bracon (Bracon) pilosithorax
  - Bracon (Bracon) pini
  - Bracon (Bracon) pityophthori
  - Bracon (Bracon) planiventris
  - Bracon (Bracon) platygaster
  - Bracon (Bracon) platyurus
  - Bracon (Bracon) podunkorum
  - Bracon (Bracon) polybothrys
  - Bracon (Bracon) pongamiaensis
  - Bracon (Bracon) posticus
  - Bracon (Bracon) postposticus
  - Bracon (Bracon) praeceptor
  - Bracon (Bracon) praeteritus
  - Bracon (Bracon) propinquus
  - Bracon (Bracon) prosopidis
  - Bracon (Bracon) pseudobracon
  - Bracon (Bracon) psilocorsi
  - Bracon (Bracon) psyllivorus
  - Bracon (Bracon) pulchellus
  - Bracon (Bracon) punctatus
  - Bracon (Bracon) punctifsoma
  - Bracon (Bracon) punctulator
  - Bracon (Bracon) punjabensis
  - Bracon (Bracon) pusillimus
  - Bracon (Bracon) pygmaeus
  - Bracon (Bracon) pyralidiphagus
  - Bracon (Bracon) quadratinotatus
  - Bracon (Bracon) quadrilineatus
  - Bracon (Bracon) quadripunctatus
  - Bracon (Bracon) quebecensis
  - Bracon (Bracon) querceus
  - Bracon (Bracon) quettaensis
  - Bracon (Bracon) quinnipiacorum
  - Bracon (Bracon) quinqueareolatus
  - Bracon (Bracon) quintilis
  - Bracon (Bracon) radicis
  - Bracon (Bracon) recessus
  - Bracon (Bracon) rejectus
  - Bracon (Bracon) relec
  - Bracon (Bracon) rhyacioniae
  - Bracon (Bracon) rhyssaliformis
  - Bracon (Bracon) rhyssomati
  - Bracon (Bracon) richei
  - Bracon (Bracon) ricinicola
  - Bracon (Bracon) rimulator
  - Bracon (Bracon) risbeci
  - Bracon (Bracon) robustus
  - Bracon (Bracon) rosaceani
  - Bracon (Bracon) rostrator
  - Bracon (Bracon) rotundigaster
  - Bracon (Bracon) rubricator
  - Bracon (Bracon) rudbeckiae
  - Bracon (Bracon) ruficoxis
  - Bracon (Bracon) rufipedalis
  - Bracon (Bracon) rufiventris
  - Bracon (Bracon) rufomarginatus
  - Bracon (Bracon) rugulifer
  - Bracon (Bracon) sambasensis
  - Bracon (Bracon) sanctivincenti
  - Bracon (Bracon) sanninoideae
  - Bracon (Bracon) saueri
  - Bracon (Bracon) saussurei
  - Bracon (Bracon) scabriusculus
  - Bracon (Bracon) scanticorum
  - Bracon (Bracon) scapus
  - Bracon (Bracon) schmidti
  - Bracon (Bracon) sculptilis
  - Bracon (Bracon) scutellaris
  - Bracon (Bracon) sectator
  - Bracon (Bracon) sedulus
  - Bracon (Bracon) selviae Beyarslan, 2016
  - Bracon (Bracon) semialbus
  - Bracon (Bracon) semialutaceus
  - Bracon (Bracon) semifasciatus
  - Bracon (Bracon) semiflavus
  - Bracon (Bracon) semihyalinus
  - Bracon (Bracon) seminiger
  - Bracon (Bracon) semiobscuratus
  - Bracon (Bracon) semiobscurus
  - Bracon (Bracon) semipunctatus
  - Bracon (Bracon) semiruber
  - Bracon (Bracon) semitergalis
  - Bracon (Bracon) sergeji
  - Bracon (Bracon) sericeus
  - Bracon (Bracon) serrulatus
  - Bracon (Bracon) sesamiae
  - Bracon (Bracon) sesiae
  - Bracon (Bracon) sexmaculatus
  - Bracon (Bracon) sextuberculatus
  - Bracon (Bracon) sigitaliensis
  - Bracon (Bracon) signum
  - Bracon (Bracon) similatorius
  - Bracon (Bracon) simulator
  - Bracon (Bracon) sinuatissimus
  - Bracon (Bracon) sinuatus
  - Bracon (Bracon) smithii
  - Bracon (Bracon) solani
  - Bracon (Bracon) speculator
  - Bracon (Bracon) speerschneideri
  - Bracon (Bracon) sphenophori
  - Bracon (Bracon) spinolae
  - Bracon (Bracon) stellenboschensis
  - Bracon (Bracon) stenostigma
  - Bracon (Bracon) strandi
  - Bracon (Bracon) striatulus
  - Bracon (Bracon) strigiventris
  - Bracon (Bracon) strilatus
  - Bracon (Bracon) suaedicola
  - Bracon (Bracon) suavis
  - Bracon (Bracon) subacaudatus
  - Bracon (Bracon) subannulicornis
  - Bracon (Bracon) subareatus
  - Bracon (Bracon) subcornutus
  - Bracon (Bracon) subdepressus
  - Bracon (Bracon) subellipticus
  - Bracon (Bracon) subfasciatellus
  - Bracon (Bracon) subfasciatus
  - Bracon (Bracon) sublongicollis
  - Bracon (Bracon) subnodosus
  - Bracon (Bracon) subrugosus
  - Bracon (Bracon) subsulcatus
  - Bracon (Bracon) sulciferus
  - Bracon (Bracon) sulcifrons
  - Bracon (Bracon) sulcifronsior
  - Bracon (Bracon) sumatranus
  - Bracon (Bracon) surinamensis
  - Bracon (Bracon) swezeyi
  - Bracon (Bracon) tachypteri
  - Bracon (Bracon) tamabae
  - Bracon (Bracon) tamaricis
  - Bracon (Bracon) teius
  - Bracon (Bracon) tenuiareae
  - Bracon (Bracon) tenuiceps
  - Bracon (Bracon) tenuicornis
  - Bracon (Bracon) tenuis
  - Bracon (Bracon) tenuistriatus
  - Bracon (Bracon) terastiae
  - Bracon (Bracon) terebralis
  - Bracon (Bracon) tergalis
  - Bracon (Bracon) ternatensis
  - Bracon (Bracon) terryi
  - Bracon (Bracon) testaceorufatus
  - Bracon (Bracon) testaceus
  - Bracon (Bracon) thalpocharis
  - Bracon (Bracon) thurberiphagae
  - Bracon (Bracon) tongkingensis
  - Bracon (Bracon) tongmuensis
  - Bracon (Bracon) tortricicola
  - Bracon (Bracon) transiens
  - Bracon (Bracon) triangulum
  - Bracon (Bracon) tricolorinus
  - Bracon (Bracon) trigonalis
  - Bracon (Bracon) trinotatus
  - Bracon (Bracon) tristis
  - Bracon (Bracon) tropicus
  - Bracon (Bracon) trucidator
  - Bracon (Bracon) trypaeniphaga
  - Bracon (Bracon) tsukubai
  - Bracon (Bracon) turneri
  - Bracon (Bracon) tutus
  - Bracon (Bracon) twaitsii
  - Bracon (Bracon) tychii
  - Bracon (Bracon) uelleburgensis
  - Bracon (Bracon) uichancoi
  - Bracon (Bracon) uncas
  - Bracon (Bracon) unicinctus
  - Bracon (Bracon) unimaculatus
  - Bracon (Bracon) unipunctatus
  - Bracon (Bracon) ussuricus
  - Bracon (Bracon) variabilis
  - Bracon (Bracon) variegator
  - Bracon (Bracon) vasseuri
  - Bracon (Bracon) vau
  - Bracon (Bracon) verus
  - Bracon (Bracon) vestiticida
  - Bracon (Bracon) viator
  - Bracon (Bracon) vicinus
  - Bracon (Bracon) viduus
  - Bracon (Bracon) vitripennis
  - Bracon (Bracon) vulgaris
  - Bracon (Bracon) vulpes
  - Bracon (Bracon) waterloti
  - Bracon (Bracon) wawequa
  - Bracon (Bracon) wesmaelii
  - Bracon (Bracon) whartoni
  - Bracon (Bracon) xanthocephalus
  - Bracon (Bracon) xanthomelas
  - Bracon (Bracon) yasudai
  - Bracon (Bracon) yerburyi
  - Bracon (Bracon) zimini
  - Bracon (Bracon) zuluorum
- Ondergeslacht Bracon (Cyanopterobracon)
  - Bracon illyricus Marshall, 1888
  - Bracon (Cyanopterobracon) subfallax Beyarslan, 2017
  - Bracon urinator (Fabricius, 1798)
- Ondergeslacht Bracon (Foveobracon)
- Ondergeslacht Bracon (Glabrobracon)
  - Bracon (Glabrobracon) indistinctus Li, He & Chen, 2020
  - Bracon (Glabrobracon) isomera (Cushman, 1931)
  - Bracon (Glabrobracon) leptotes Li, He & Chen, 2020
  - Bracon (Glabrobracon) longistriatus Li, He & Chen, 2020
  - Bracon (Glabrobracon) megaventris Li, He & Chen, 2020
  - Bracon (Glabrobracon) variator Nees, 1811
- Ondergeslacht Bracon (Lucobracon)
  - Bracon erraticus (Wesmael, 1838)
  - Bracon femoralis (Brulle, 1832)
  - Bracon (Lucobracon) freidbergi
  - Bracon pliginskii Telenga, 1936
  - Bracon (Lucobracon) brevicarinatus Li, He & Chen, 2020
  - Bracon (Lucobracon) coarctatus Li, He & Chen, 2020
  - Bracon (Lucobracon) curculiovorus Li, He & Chen, 2020
  - Bracon (Lucobracon) flavitestaceus Li, He & Chen, 2020
  - Bracon (Lucobracon) quadratus Li, He & Chen, 2020
- Ondergeslacht Bracon (Ophthalmobracon)
  - Bracon (Ophthalmobracon) acunens Papp, 2018
  - Bracon (Ophthalmobracon) elevatus Li, He & Chen, 2016
  - Bracon (Ophthalmobracon) ophthalmicus Telenga, 1933
- Ondergeslacht Bracon (Orientobracon)
  - Bracon (Orientobracon) laticanaliculatus Li, He & Chen, 2016
  - Bracon (Orientobracon) leleji Tobias, 2000
  - Bracon (Orientobracon) maculaverticalis Li, He & Chen, 2016
- Ondergeslacht Bracon (Orthobracon)
  - Bracon (Orthobracon) crassiceps Thomson, 1892
  - Bracon (Orthobracon) debitor Papp, 1971
  - Bracon (Orthobracon) discoideus (Wesmael, 1838)
  - Bracon (Orthobracon) exhilarator Nees, 1834
  - Bracon (Orthobracon) filicornis Thomson, 1892
  - Bracon (Orthobracon) levigatissimus Dalla Torre, 1898
  - Bracon (Orthobracon) longiantennatus Tobias, 1957
  - Bracon (Orthobracon) longigenis Tobias, 1957
  - Bracon (Orthobracon) malatyensis Beyarslan, 2009
  - Bracon (Orthobracon) medioscutellatus Fahringer, 1927
  - Bracon (Orthobracon) nitidifrons Niezabitowski, 1910
  - Bracon (Orthobracon) procerus Papp, 1965
  - Bracon (Orthobracon) pulcher Bengtsson, 1924
  - Bracon (Orthobracon) ramosus Niezabitowski, 1910
  - Bracon (Orthobracon) roberti (Wesmael, 1838)
  - Bracon (Orthobracon) romani Fahringer, 1927
  - Bracon (Orthobracon) rufoscutellaris Niezabitowski, 191)
  - Bracon (Orthobracon) subcylindricus (Wesmael, 1838)
- Ondergeslacht Bracon (Osculobracon)
  - Bracon osculator Nees, 1811
- Ondergeslacht Bracon (Palpibracon)
  - Bracon atrator Nees, 1834
  - Bracon delibator Haliday, 1833
- Ondergeslacht Bracon (Pappobracon)
  - Bracon nodulosus Papp, 1998
  - Bracon pinguis Papp, 1998
- Ondergeslacht Bracon (Pigeria)
  - Bracon piger (Wesmael, 1838)
- Ondergeslacht Bracon (Pilibracon)
- Ondergeslacht Bracon (Punctobracon)
  - = Bracon (Punctobracon) rhyacioniainus Li, He & Chen, 2016
- Ondergeslacht Bracon (Rostrobracon)
- Ondergeslacht Bracon (Sculptobracon)
  - Bracon (Sculptobracon) obsoletus Li, He & Chen, 2016
- Ondergeslacht Bracon (Uncobracon) Papp, 1996
  - Bracon (Uncobracon) belokobylskii Samartsev, 2018
  - Bracon (Uncobracon) eurysulcatus Li, He & Chen, 2020
  - Bracon (Uncobracon) longwangshanensis Li, He & Chen, 2020
  - Bracon (Uncobracon) pappi Tobias, 2000
  - Bracon (Uncobracon) tricoloratus Tobias, 2000